# Мишима или визията за празнотата
„Мишима или визията за празнотата“ е есе на Маргьорит Юрсенар, публикувано в началото на 1981 г.
Книгата е преведена и публикувана на множество езици.

## История
В книгите на Юрсенар смъртта и самоубийството са значими теми. В своето есе тя се фокусира върху живота и творчеството на японския писател Юкио Мишима, чието самоубийство на 25 ноември 1970 г. силно я впечатлява.

## Издания
- Mishima ou la Vision du vide, Paris: Gallimard (Collection Blanche), 1981 ISBN 2-07-023887-3

1. ↑  Списък на изданията, (Goodreads, март 2020).